# Juan de Ochoa
Juan de Ochoa Méndez (Córdoba, 27 de diciembre de 1554-1606) fue un arquitecto y maestro de cantería español. Se trató del arquitecto más relevante de la ciudad de Córdoba durante la segunda mitad del siglo XVI, siendo su mayor competidor Hernán Ruiz III. Además, fue maestro mayor de la ciudad desde 1589 y maestro mayor de las obras de la Diócesis de Córdoba desde 1591. Su obra consolida el manierismo en Córdoba y su provincia.

## Biografía

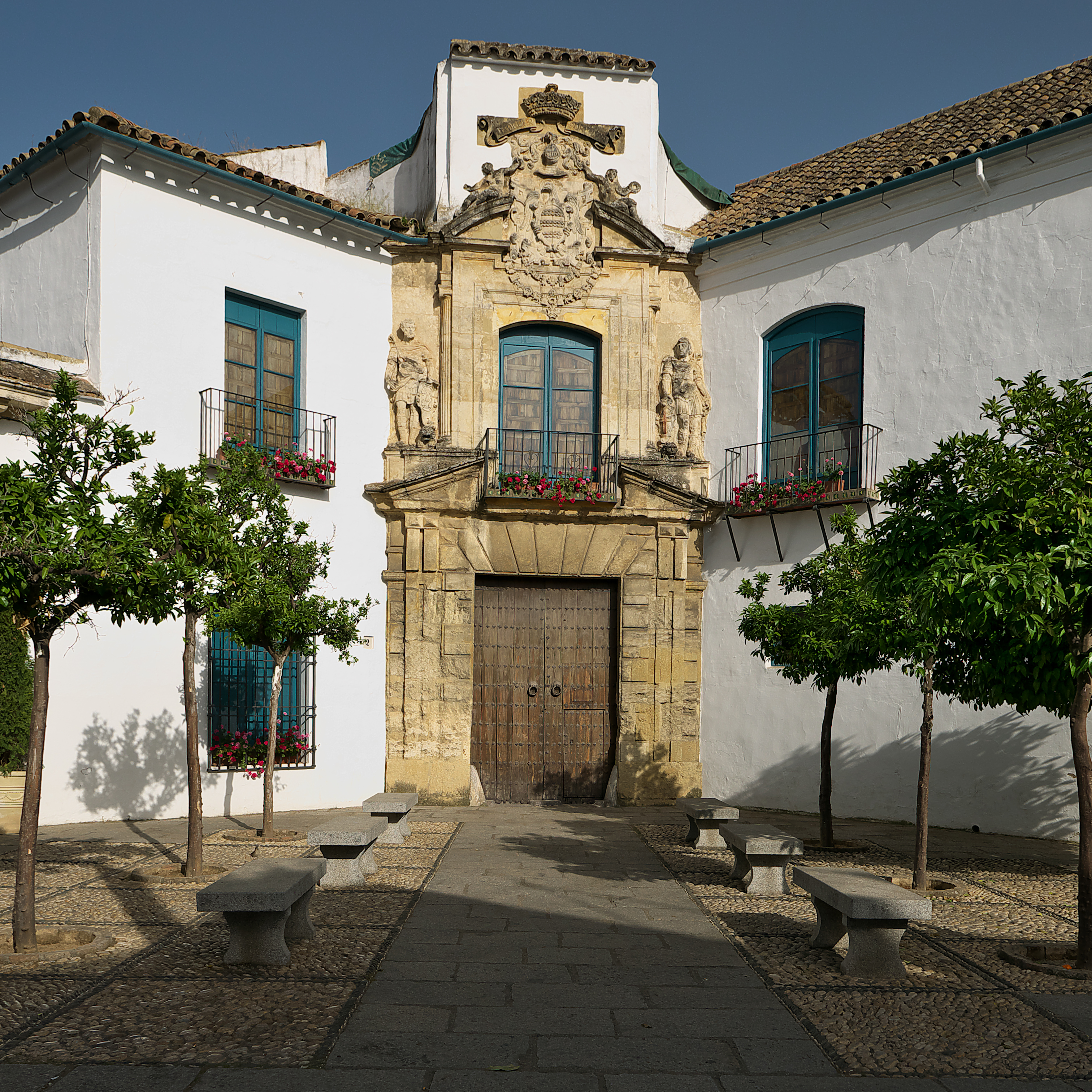
Juan de Ochoa realizó la portada del palacio de Viana en 1576.

Juan de Ochoa fue bautizado en la capilla del Sagrario ubicada en el interior de la Mezquita-catedral de Córdoba el 27 de diciembre de 1554, siendo sus progenitores Martín de Ochoa y Ana Méndez, que habitaban junto al hospital de hidrófobos, la antigua sinagoga de Córdoba.Comenzó su afán arquitectónico en el taller de su padre, que ya era conocido en la ciudad, donde comenzaría a familiarizarse con la ingeniería hidráulica, convirtiéndose en un maestro de este ámbito. Su primera obra conocida sería un pozo y una noria en la huerta de Cercadilla bajo órdenes de Hernán Ruiz III. El 22 de junio de 1574 se presentaría a examen de alarife ante Diego Ruiz del Castillo y Pedro Cruz.

### Obra arquitectónica
Su primer trabajo arquitectónico sería la portada del palacio de Viana, concertada el 23 de mayo de 1576 por su propietario Luis Gome de Figueroa. En 1578 realizó, junto a Hernán Ruiz III, unos batanes en la zona del Guadalquivir en propiedad del convento de Jesús María, además de la traída de aguas desde Écija. Los encargos cada vez eran más relevantes, encargándose en 1583 la maestría de la Casa Lonja de Sevilla, lo que después sería el Archivo General de Indias, aunque únicamente realizó la explanación del terreno antes de la llegada de Juan de Minjares. Ese mismo año, Luis Gome de Figueroa contactó de nuevo con él para que le realizase su propio enterramiento en la capilla mayor del convento cordobés de Santa Isabel de los Ángeles, obra que realizó por 600 ducados y en la que trabajó hasta 1587.
En 1586 realiza la Cárcel y Casa del Corregidor (actualmente Mercado de Sánchez Peña) que preside la plaza de la Corredera, obra que le llevaría a ser maestro mayor de la ciudad tres años después. Sin olvidar sus conocimientos hidráulicos, en 1588 redactó las condiciones por las cual Andrés Negro debía atajar el agua de los batanes del Alcázar de los Reyes Cristianos en el molino de la Albolafia, mientras que el 20 de mayo de ese mismo año realizó la azuda del molino de Martos.
Entre sus trabajos en la provincia de Córdoba, destaca su trabajo entre 1588 y 1590 realizó el campanario de la iglesia de San Juan Bautista, también conocida como "Catedral de la Sierra", en Hinojosa del Duque; además de colaborar en la iglesia de la Asunción en Luque y la terminación de la capilla mayor de Santaella, que firmó el 10 de enero de 1604.

#### Mezquita-catedral de Córdoba

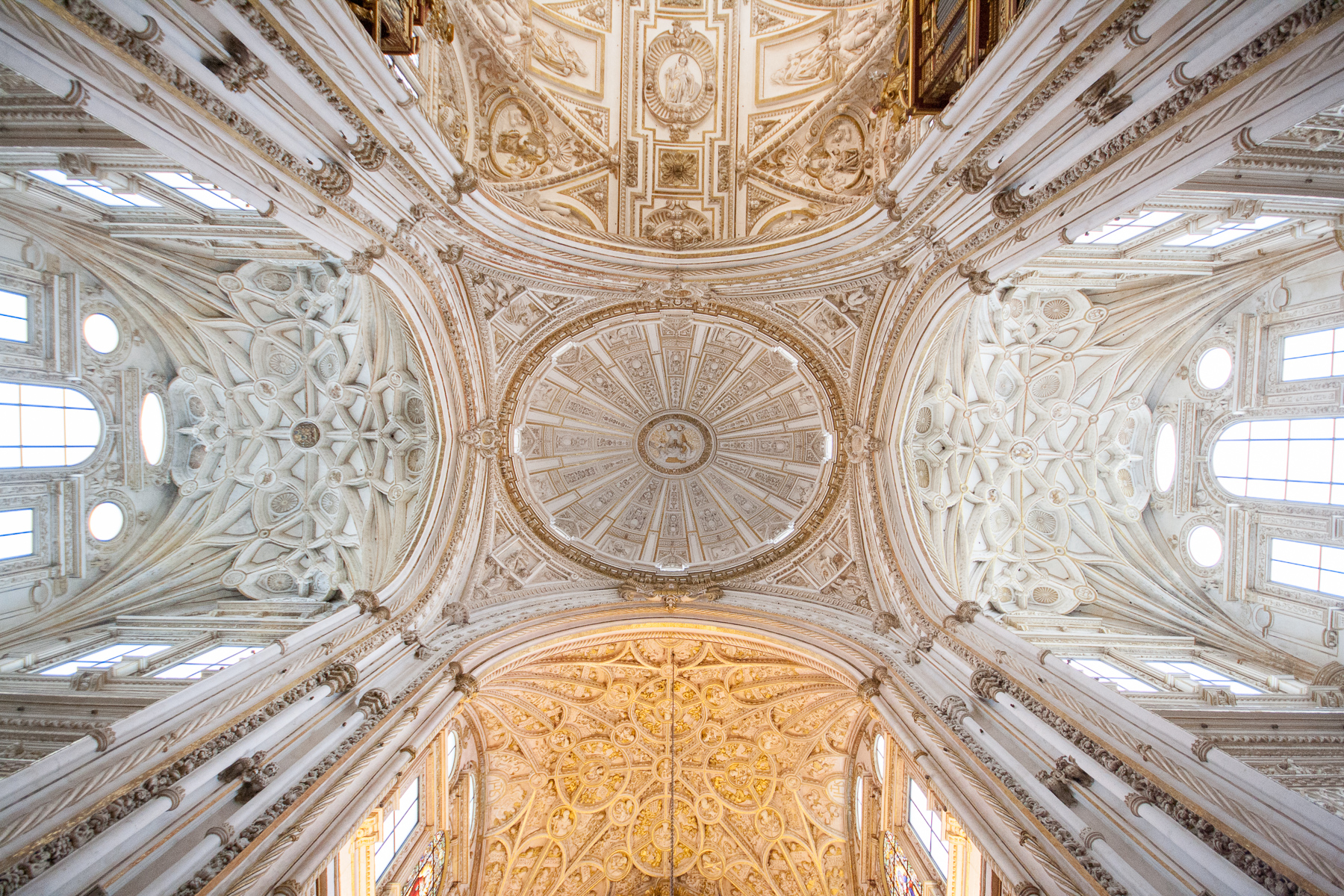
Juan de Ochoa fue el arquitecto encargado de terminar la parte cristiana de la Mezquita-catedral de Córdoba.

La Diócesis y el obispo de Córdoba prefirieron sus servicios a los de Hernán Ruiz III, por lo que el 17 de julio de 1585, el obispo Antonio de Pazos le encomendó la realización de la hechura de un lucernario sobre las tres naves que preceden el Sagrario de la Mezquita-catedral de Córdoba. En 1589 redactó las directrices para la construcción del chapitel del campanario de la Mezquita, obra que realizaría Francisco de Herrera.
El 25 de marzo de 1596 realiza las capillas de San Marcos, Santa Ana y San Juan Bautista. Sin embargo, su gran obra sería finalizar la Mezquita-catedral de Córdoba, firmando el contrato el 9 de febrero de 1599 por el que debía realizar el cimborrio, mientras que otro contrato el 19 de septiembre de 1600 le comprometía a terminar la decoración del cimborrio y el coro. Asimismo, marcó directrices para construir dos pequeñas fuentes en el patio de los Naranjos y dos sepulturas en el presbiterio. Finalmente, falleció en 1606 y en su testamento del 1 de octubre de ese año declaraba que no había cobrado por todas las obras, ya que había realizado más de las contratadas:

...el arco del testero cornisa arriba, los postigos y arcos del antecoro, los pedestales y bancos de la iglesia, los jaspes y piedra dura del altar mayor, postigos y gradas y los tejados de las capillas laterales hacia el medio día.